# Vereinigung der Landesdenkmalpfleger
Die Vereinigung der Denkmalfachämter in den Ländern (VDL – bis 2022: Vereinigung der Landesdenkmalpfleger) ist ein Zusammenschluss der deutschen Denkmalfachämter. Sie gibt die Fachzeitschrift Die Denkmalpflege heraus und veranstaltet jährlich den Tag für Denkmalpflege.

## Aufgaben und Ziele
Die VDL sorgt nach ihrer Selbstdarstellung für die bundesweite Abstimmung der Fachleute für Denkmalpflege und will „gute Lösungen.multiplizieren“. Die Organisation koordiniert die Zusammenarbeit der Denkmalfachbehörden in den verschiedenen Bundesländern und vertritt deren gemeinsame Interessen nach außen. Sie berät die Politik in Stellungnahmen zu Gesetzentwürfen und Verordnungen, die den Denkmalschutz und die Denkmalpflege betreffen. Durch Initiativen und Öffentlichkeitsarbeit soll die gesellschaftliche Bedeutung der Denkmalpflege vermittelt werden. Als ihre Kernaufgaben sieht sie:
- Bundesweite Koordination des Denkmalschutzes
- Fachlicher Austausch zwischen den Denkmalfachämtern
- Entwicklung einheitlicher Standards für den Denkmalschutz
- Verbreitung bewährter Praktiken im Bereich der Denkmalpflege
- Öffentlichkeitsarbeit und Vermittlung der kulturellen Bedeutung von Denkmälern

Die letzte größere Imagakampagne fand 2025 unter dem Slogan „Denkmalpflege. MehrWert als Du denkst“ statt.

## Geschichte
Nach dem Ende des Zweiten Weltkriegs und der Aufteilung Deutschlands in vier Besatzungszonen der Alliierten veranlasste die Militärverwaltung 1946 einen „Denkmal- und Museumsrat Nordwestdeutschland“ mit Dienstsitz und Geschäftsstelle in Bonn und unter der Leitung von Franz Graf Wolff Metternich. Daraus schloss sich 1949 in den drei westlichen Teilen der „Verband westdeutscher Denkmalpfleger“ zusammen, der 1951 „unter dem Dach“ der Kultusministerkonferenz in die „Vereinigung der Landesdenkmalpfleger in der Bundesrepublik Deutschland e.V.“ (VdL) überging. Der Zusammenschluss der im Westen wirkenden Denkmalpfleger erfolgte parallel zur politischen Entwicklung Deutschlands mit der Bildung von zwei getrennten Staaten. 1952 tagte die Organisation unter dem neuen Namen erstmals in Trier in Rheinland-Pfalz, wo auch eine Satzung verabschiedet und Geschäftsfähigkeit hergestellt wurde. Ziel und Absicht der Vereinigung war die fachliche Koordination der Denkmalpflege in der Bundesrepublik Deutschland, die wegen der Kulturhoheit der Länder zu zersplittern drohte. Mit der Auflösung der DDR und der Wiedervereinigung Deutschlands 1990 erfolgte der Zusammenschluss aller 18 Denkmalfachämter aus 16 Bundesländern. 2022 beschloss die VdL die gendergerechte Umbenennung in „Vereinigung der Denkmalfachämter in den Ländern“ (VDL).

### Vorsitzende
Liste der VdL- bzw. VDL-Vorsitzenden:
- 1951–1959: Günther Grundmann, Hamburg
- 1960–1962: Heinrich Kreisel, Bayern
- 1963–1974: Werner Bornheim genannt Schilling, Rheinland-Pfalz
- 1975–1979: Gottfried Kiesow, Hessen
- 1979–1983: Hartwig Beseler, Schleswig-Holstein
- 1984–1984: August Gebeßler, Baden-Württemberg
- 1985–1991: Hans-Herbert Möller, Niedersachsen
- 1992–1995: Manfred F. Fischer, Hamburg
- 1995–1998: Michael Petzet, Bayern
- 1998–2003: Jörg Haspel, Berlin
- 2003–2014: Gerd Weiß, Hessen
- seit 2014: Markus Harzenetter, Hessen (bis 2015: Westfalen)

## Organisation und Tätigkeiten
Die Vereinigung wird von der sogenannten Amtsleiterkonferenz geleitet, in der die Amtsleiter der 18 Landesdenkmalämter vertreten sind. Vorsitzender ist seit 2014 Markus Harzenetter, Leiter des Landesamtes für Denkmalpflege Hessen, so dass auch der aktuelle Geschäftssitz in Wiesbaden ist. Leiterin der Geschäftsstelle ist Annika Tillmann (Stand Juli 2025).
Die Vereinigung verfügt über zehn fachlich spezialisierte Arbeitsgruppen, in die alle Landesdenkmalämter ihre Vertreter entsenden. Dort beschäftigen sie sich mit fachlichen Fragen, bereiten Veröffentlichungen vor und führen Veranstaltungen durch.
Jährlich veranstaltet die VDL für die wissenschaftlichen Mitarbeiter der Denkmalfachämter eine große Jahrestagung zu denkmalpflegerischen Themen. Der Fachtagung geht dan die ganze Öffentlichkeit gerichteteTag der Denkmalpflege voraus. Die Veranstaltungen finden an jeweils wechselnden Orten statt von einer gastgebenden Denkmalfachbehörde ausgerichtet. Die letzte Jahrestagung fand im Juni 2025 in München statt. Die kommenden Jahrestagungen sind in Sachsen (2026) und in Brandenburg (2027) geplant.

## Veröffentlichungen
Die VDL ist Herausgeberin der wissenschaftlichen Zeitschrift Die Denkmalpflege, die halbjährlich im Deutschen Kunstverlag erscheint. Darüber hinaus stellt die Organisation auf ihrer Website Informationsmaterial zu allgemeinen Fragen der Denkmalpflege sowie thematische Arbeithefte und Arbeitsblätter bereit.
In ihren Anfangsjahren war die VdL auch an der Fortführung großer geamtdeutscher Forschungsprojekte und Publikationsreihen beteiligt, so des Schinkel-Werks und des Corpus Vitrearum; verblieben bis heute ist die Mitherausgabe des Dehio-Handbuchs der deutschen Kunstdenkmäler.